# Polycentropus crassicornis
Polycentropus crassicornis là một loài Trichoptera trong họ Polycentropodidae. Chúng phân bố ở miền Tân bắc.